# Vicente Romero Herrera
Vicente Manuel Romero Herrera (Ingenio, España, 14 de enero de 1989) es un futbolista español. Juega de centrocampista y su club actual es el UCAM Murcia Club de Fútbol de Segunda División RFEF.

## Carrera
Formado en la cantera de la U. D. Las Palmas, alcanzó su primer filial en 2008, donde permaneció hasta 2010, año en que se marchó al Atlético de Madrid "C", en donde estuvo hasta 2011. En ese año se pasó al Atlético de Madrid "B". 
En el 2014 fichó al U.B. Conquense y en el 2015 se fue al C.F. Talavera. En el 2016 recaló en el C.F. Rayo Majadahonda, club donde permaneció hasta 2018, consiguiendo el ascenso a Segunda División e incorporándose a la Cultural Leonesa, para después de una temporada, rescindir el contrato y recalar en el UCAM Murcia CF.
En el verano de 2020 volvió a la Leonesa, pero en octubre de ese año rescindió su contrato para fichar por el C. F. Talavera. En las filas del conjunto manchego disputó más de 60 partidos y sumó más de 4000 minutos de juego.
El 26 de julio de 2022, firma por el UCAM Murcia Club de Fútbol de Segunda División RFEF.

## Clubes
| Club                   | País   | Año       |
| ---------------------- | ------ | --------- |
| Las Palmas Atlético    | España | 2008-2010 |
| Atlético de Madrid "C" | España | 2010-2011 |
| Atlético de Madrid "B" | España | 2011-2014 |
| U. B. Conquense        | España | 2015      |
| C. F. Talavera         | España | 2015-2016 |
| Rayo Majadahonda       | España | 2016-2018 |
| CyD Leonesa            | España | 2018-2019 |
| UCAM Murcia            | España | 2019-2020 |
| CyD Leonesa            | España | 2020      |
| C. F. Talavera         | España | 2020-2012 |
| UCAM Murcia            | España | 2012-     |